# Klemens Felchnerowski
Klemens Felchnerowski (ur. 4 listopada 1928 r. w Toruniu, zm. 27 stycznia 1980 r. w Zielonej Górze) – polski artysta i malarz. 

## Życiorys
W 1943 r. skończył szkołę podstawową i rozpoczął naukę zawodu w szkole mierniczej, gdzie uczono także rysunku technicznego. W tym czasie uczył się także malarstwa i rysunku prywatnie, u dwóch monachijskich profesorów, Hansa Gebeleina i Karla Hemmerleina. Po wojnie ukończył Państwowe Liceum Budowlane, a także już w 1945 r. zaczął uczęszczać na studia na Wydziale Sztuk Pięknych na Uniwersytecie Mikołaja Kopernika w Toruniu. W 1947 r. jako technik budowlany zdał egzamin na Wydział Architektury Politechniki Gdańskiej, nie porzucając studiów artystycznych. W konsekwencji w 1952 roku uzyskał dwa dyplomy. W 1953 r. jako stypendysta Ministerstwa Kultury i Sztuki przyjechał do Zielonej Góry.
Jego siostrą była Irena Felchnerowska, polska siatkarka, medalistka mistrzostw Europy, także lekkoatletka, medalistka mistrzostw Polski. 

## Twórczość
Od 1953 r. związany z Zieloną Górą, aktywnie uczestniczył w życiu kulturalnym miasta. Pełnił funkcję pierwszego Wojewódzkiego Konserwatora Zabytków w Zielonej Górze i w l. 1960-1965 dyrektora Muzeum Okręgowego, obecnie Muzeum Ziemi Lubuskiej w Zielonej Górze. Był członkiem Związku Polskich Artystów Plastyków (założyciel i pierwszy prezes powołanej w 1954 r. zielonogórskiej delegatury ZPAP), Polskiego Towarzystwa Archeologicznego, Stowarzyszenia Historyków Sztuki, członkiem grupy artystycznej "Krąg", autorem wielu publikacji z zakresu sztuki i zabytkoznawstwa oraz wieloletnim szefem działu plastycznego miesięcznika społeczno-kulturalnego "Nadodrze". W twórczości artystycznej, poza malarstwem, zajmował się także rysunkiem prasowym, ilustracją, grafiką, plakatem, tworzył scenografie teatralne. Od 1952 r. wystawiał prace indywidualnie  oraz uczestniczył w wystawach zbiorowych, m.in. w "Arsenale" w Poznaniu, "Arsenale" i "Zachęcie" w Warszawie, w Salonie "Nowych Sygnałów" we Wrocławiu, w Londynie w ramach działalności grupy "Krąg". Prace pokazywał też na wszystkich wystawach okręgowych w Poznaniu i oddziałowych w Zielonej Górze. Był organizatorem i uczestnikiem wielu wystaw i przedsięwzięć artystycznych oraz bohaterem licznych anegdot i opowieści. 
Zmarł 27 stycznia 1980 r., został pochowany na zielonogórskim cmentarzu w Alei Zasłużonych.

## Upamiętnienie
- w 2003 r. rondu przy dworcu PKS nadano nazwę Rondo Klema Felchnerowskiego.
- w 2015 r. na deptaku odsłonięto pomnik Klema Felchnerowskiego